# Bert Danckaert
Bert Danckaert (Antwerpen, 17 juni 1965) is een Belgisch kunstfotograaf, onderzoeker en auteur.

## Opleiding
Van 1984 tot 1985 volgde Bert Danckaert een toneelopleiding aan het conservatorium van Antwerpen waar hij les kreeg van Luc Perceval en Dora van der Groen. Vanaf 1986 studeerde hij fotografie aan de Koninklijke Academie voor Schone Kunsten van Antwerpen, waar hij in 1990 zijn masterdiploma fotografie behaalde met een reeks stedelijke landschappen.
Hij bouwde de volgende jaren hierop verder tijdens zijn postgraduaatstudie aan het toenmalige Nationaal Hoger Instituut voor Schone Kunsten van Antwerpen (in 1995 geïntegreerd in het HISK). Tussen 1992 en 1993 bezocht Danckaert steden in Bulgarije, Tsjechoslowakije en Oost-Duitsland. Zijn interesse in politiek-sociale thema’s kwam tot uiting in kleine, formele zwart-witfoto’s. Doorheen de jaren 90 bleef hij met grote regelmaat Berlijn bezoeken. In 1993 leerde hij de Amerikaans-Canadese kunstfotografe Lynne Cohen kennen, toen hij haar assisteerde  op een fotografie workshop in Alden Biesen. Hieruit groeide een vriendschap die tot aan haar dood in 2014 bleef duren. Lynne Cohen was de belangrijkste mentor voor Bert Danckaert. Hij assisteerde haar later nog verschillende keren op de International Summer Academy te Salzburg.
In 2009 startte hij een doctoraat in de Kunsten aan de universiteit van Tilburg en verwierf in 2014 de titel van Doctor in de Kunsten.

## Beginjaren
In zijn beginperiode als fotograaf maakte Danckaert enkele conceptuele reeksen die sterk afweken van het werk dat hij maakte tijdens zijn studieperiode en van zijn later oeuvre. Geïnspireerd door het werk van John Baldessari en Dirk Braeckman begon Danckaert halfweg de jaren 90 te werken met willekeurige TV beelden die hij reproduceerde en bewerkte. De herkomst van de beelden was onduidelijk, door het creëren van een nieuwe context ontstond een verschuiving van hun betekenis. In 1997 werd hij met het werk "Dr. Geiger & Anna Schumann" geselecteerd voor de Prijs van de De Jonge Belgische Schilderkunst. Deze reeks bevatte kleine onscherpe zwart-witfoto’s die verwezen naar bizarre beelden van een bewakingsmonitor in een controlekamer.

### Doctoraat
Tussen 2009 en 2014 werkte Bert Danckaert aan zijn doctoraat in de kunsten met de titel ‘Simple Present’ over de globalisering van de achteloze urbane ruimte. Jan Blommaert was zijn promotor. Het eindresultaat van het doctoraat bestond uit twee boeken en de tentoonstelling ‘Simple Present’ in het kunstencentrum Netwerk Aalst.
Het boek "Simple Present" bestond uit foto’s gemaakt in 18 wereldsteden in 5 continenten, het bevatte geen tekst, de foto's spraken voor zich. Omgekeerd bevatte het boek "De Extra’s", complementair aan ‘Simple Present’ enkel tekst, maar geen afbeeldingen. Het ging immers over het beeld dat niet gemaakt kon worden, over twijfel en onmacht als motor van het artistieke proces. Het boek vertrekt van een project van Bert Danckaert in Mumbai in 2011 waar hij decors van Bollywood wilde fotograferen. Hij infiltreerde hiervoor als figurant op de filmset van ‘Tezz’, een romantische terroristenfilm. Hij kwam echter terecht in een decor van een nagebouwde kantoorruimte van British Rail, waar niets interessant te fotograferen viel, waardoor het ganse opzet mislukte. Tijdens de opnamedag had hij gesprekken met andere figuranten over fotografie en samenleving, in een omgeving met aan de ene kant het surrealistische Bollywood en aan de andere kant het overbevolkte en straatarme Mumbai.

## Effect van de globalisering op de stedelijke ruimte

### Universele getuigenissen
Vanaf 1999 vond Bert Danckaert zijn definitieve stijl en legde zich toe op het effect van de cultuur op de alledaagse stedelijke ruimte. Hij fotografeerde aanvankelijk onopvallende hoekjes van steden in België en in de buurlanden, vaak met een humoristische ondertoon. Al snel evolueerde hij naar het fotograferen van delen van muren als getuigenis van de invloed van de mens op de stedelijke ruimte.
Voor zijn tentoonstelling ‘Make sense!’ in 2005 in kunstencentrum Netwerk Aalst beperkte hij zich tot West-Europa. Zijn eerste fotoboek, ‘Make Sense!’ verscheen in datzelfde jaar. Het werd uitgegeven door Piece of Cake, een collectief van Europese fotografen waarbij Danckaert zich als enig Belgische lid in 2004 had aangesloten.

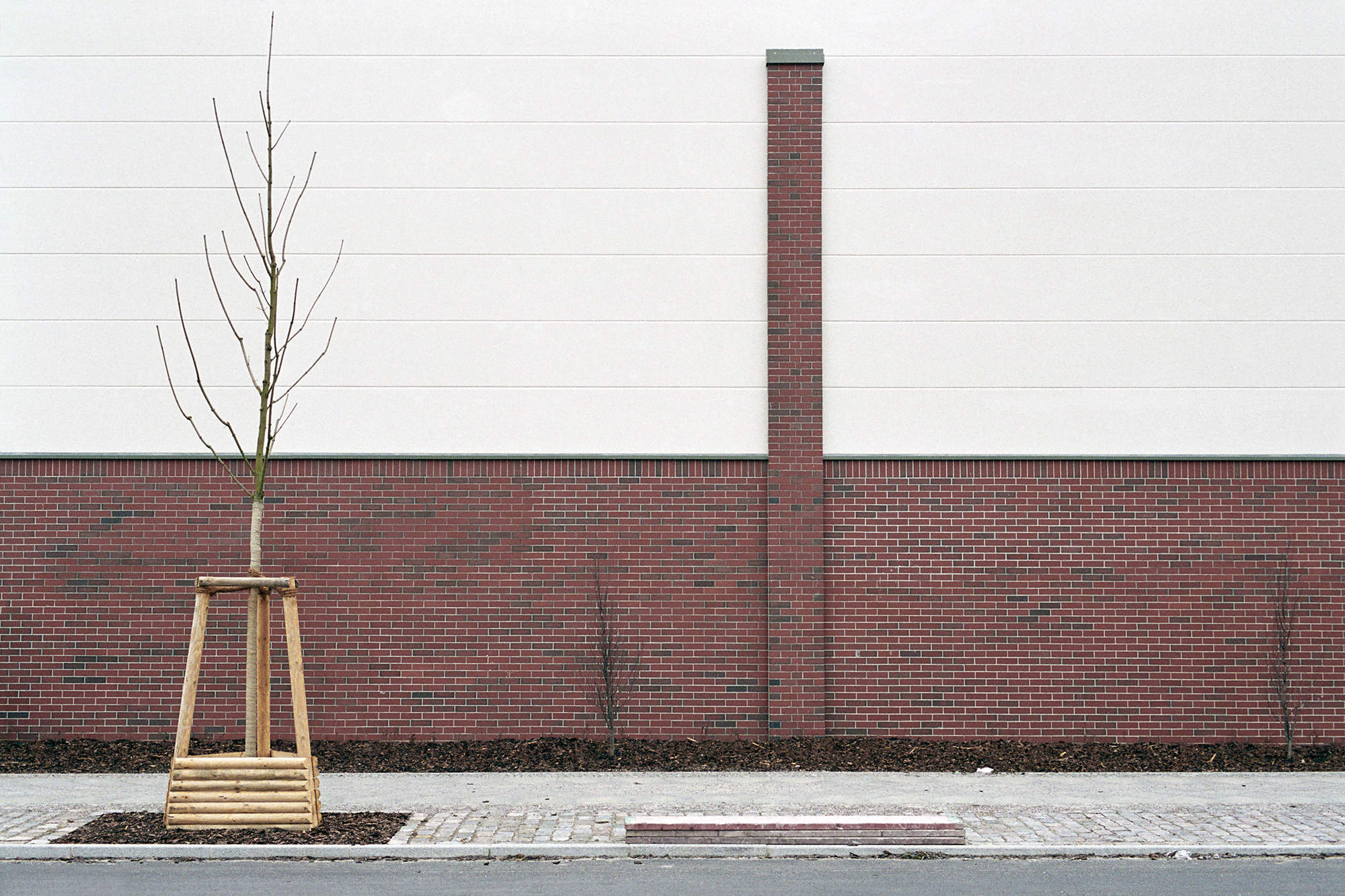
Make Sense! #76 (Berlijn), 2004

Tijdens een bezoek aan de Biënnale van Sharjah in de Verenigde Arabische Emiraten in 2005, waar zijn partner Karin Hanssen exposeerde, maakte Danckaert voor het eerst foto’s van de urbane ruimte buiten Europa in een voor hem tot dan toe onbekende exotische cultuur. Hij kwam er tot de conclusie dat de wereldsteden door de globalisering steeds meer op mekaar begonnen te lijken en de sporen die de mens naliet op de ruimtelijke omgeving een mondiaal en universeel verschijnsel was, dit ten koste van de "culturele identiteit". In 2007 maakte Danckaert een reis naar Beijing om er een foto te maken van de parking van IKEA , terwijl hij op voorhand wist dat die er precies zou uitzien zoals de parking van bijvoorbeeld de IKEA in Wilrijk in zijn buurt. De "reis als nuloperatie” stond voor hem symbool voor de zinloosheid van het menselijk handelen. In 2012 bezocht Danckaert dezelfde IKEA site opnieuw en maakte er (bijna) exact dezelfde foto.

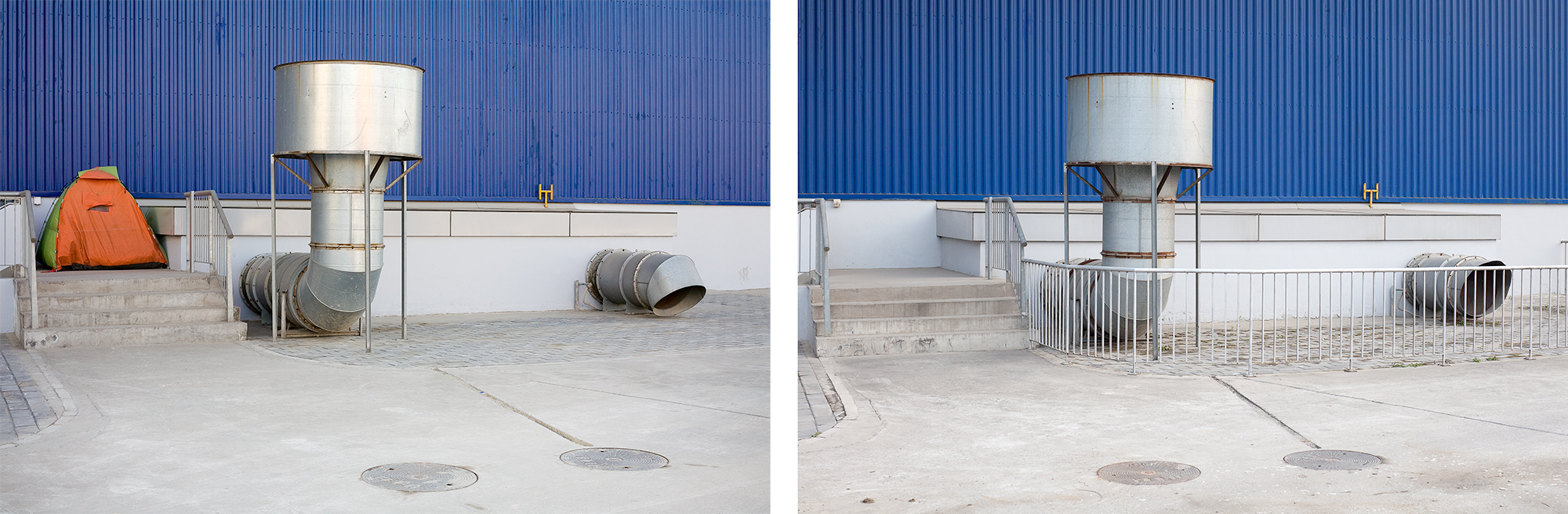
Simple Present: IKEA Beijing, 2007 & IKEA Beijing, 2012

### Specifieke getuigenissen in een stad
De stelling van de teloorgang van urbane culturele identiteit zou hij later nuanceren. Bij een bezoek aan Havana in 2010 kwam hij tot de constatatie dat de muren, stukken van gebouwen of toevallige composities en andere elementen ook een getuigenis konden zijn van een zeer specifieke en unieke cultuur van een stad. Hierdoor kwam een dubbele laag in zijn werk en ging zijn stelling dat onze grootsteden allemaal ten prooi waren gevallen aan een afgevlakte uniforme globalisering, niet langer op.

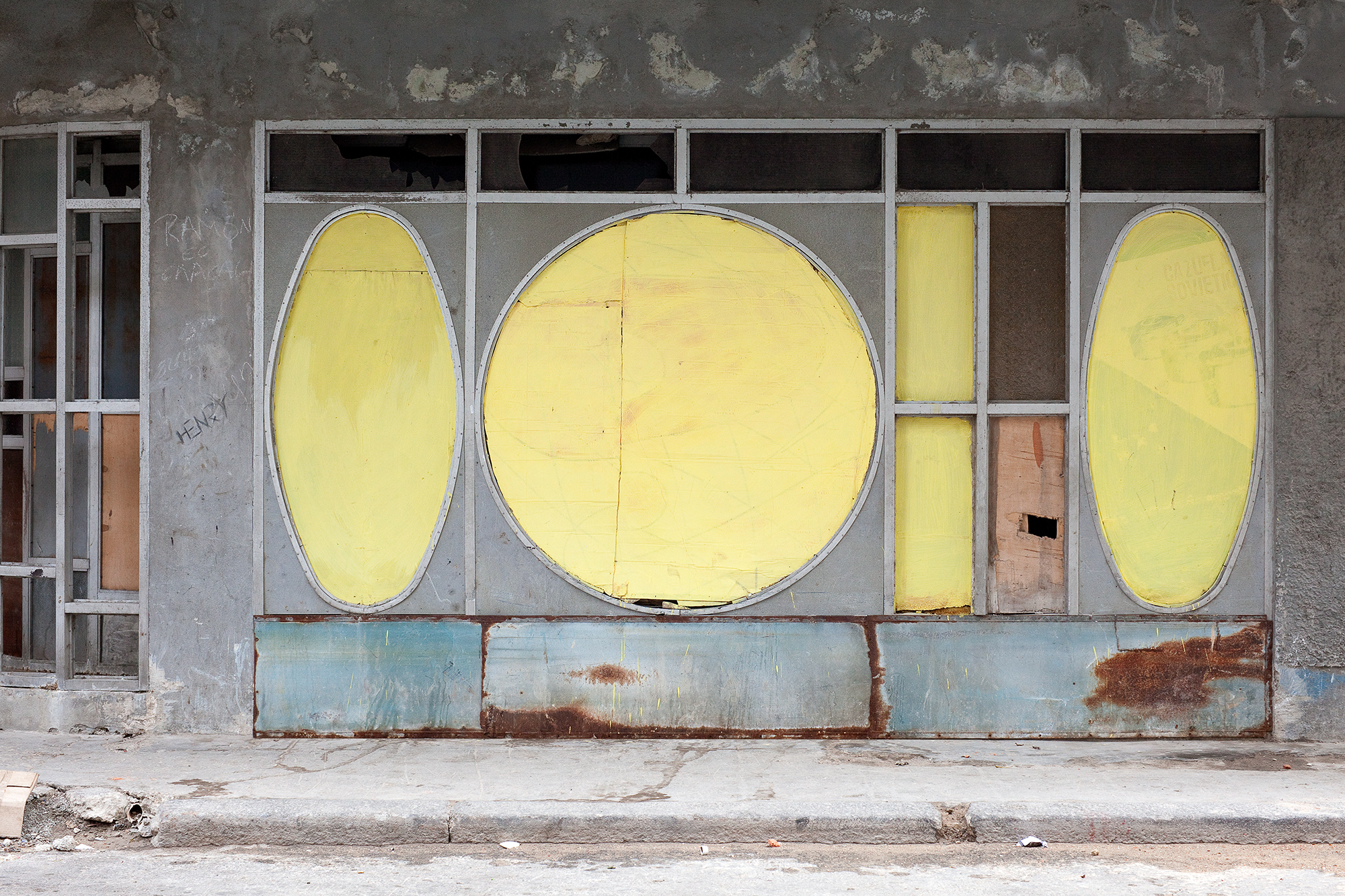
Simple Present #336 (Havana), 2010

### Pure fotografie
Op zijn werken zijn geen mensen te zien, echter wel steeds sporen van menselijke activiteiten op dragers als muren, tegels, trappen of buizen. De afbeeldingen zijn zuivere registraties van de realiteit zoals die door zijn toestel werden opgenomen, maar precies daar schuilt de ambiguïteit; het fotografisch kader en de formele reductie transformeren de urbane ruimte in een ander beeld, los van de werkelijkheid.
In Kaapstad in 2008 evolueerde zijn werk naar het "documentair formalisme". De combinatie van een documentaire stijl met een doorgedreven abstractie ontstond door de stress die hem overviel om te fotograferen in een stad die als hem als gevaarlijk was voorgesteld. Hij stelde vast dat het documentair formalisme een sociale oorsprong had: hoe beangstigender de situatie, des te sterker de neiging tot formele reductie als houvast en escapisme. Toch is Bert Danckaert geen documentaire fotograaf, de isolatie en absurde combinatie van elementen zorgt immers voor een nieuwe betekenis van een beeld, waardoor Danckaert veeleer creëert dan wel documenteert.

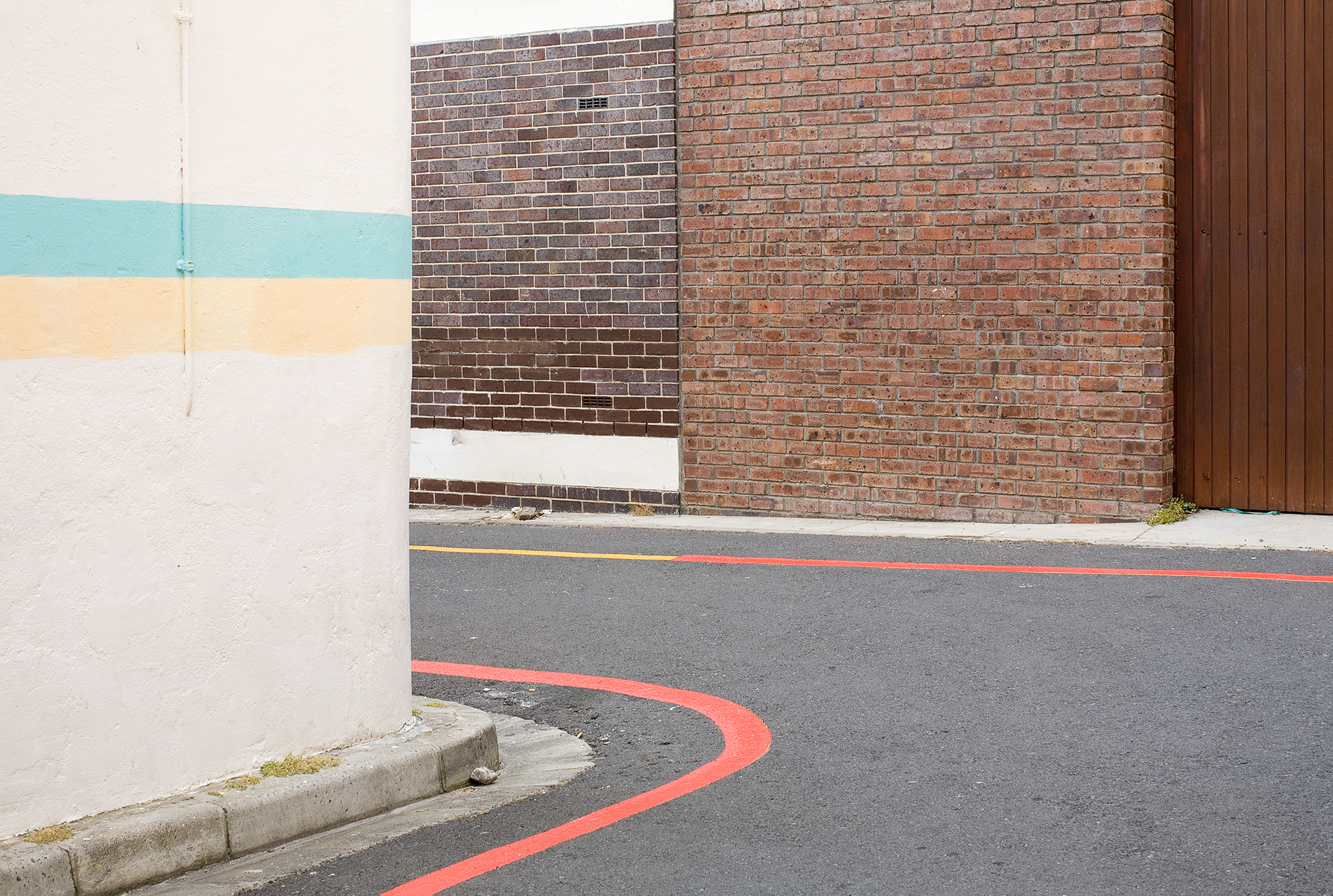
Simple Present #199 (Kaapstad) 2008

In 2011 nam hij samen met 14 fotografen deel aan de groepstentoonstelling "Beyond the document’ in Bozar waar de nadruk lag op foto's zonder enige manipulatie of studiowerk. Het dubbelzinnige karakter van de foto als waarachtig document was hier het uitgangspunt.
Zijn werken neigen naar abstractie en worden soms vergeleken met schilderijen van Mondriaan of colorfieldpainting, niettemin zijn het steeds realistische foto's. Hij heeft een bijzondere aandacht voor kleurvakken of absurde elementen, de contrasten zorgen voor spanning in zijn werk.

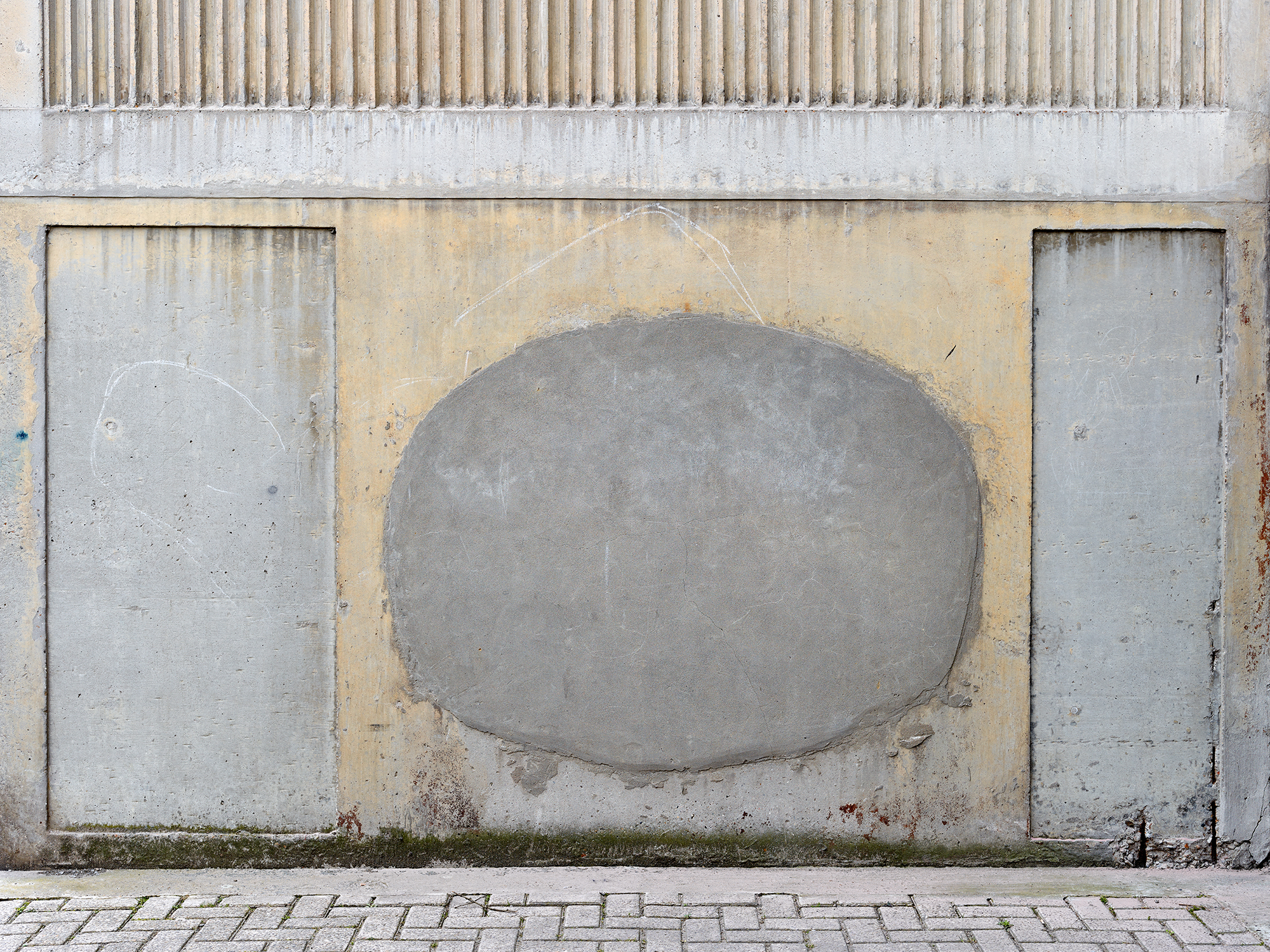
Horizon #75 (Antwerpen-Deurne), 2015

Zijn foto's staan tweedimensionaal op zichzelf, alsof er buiten het fotografische kader geen andere wereld bestaat. Ook is er slechts een illusie van diepte terwijl we steeds naar het platte vlak van façades en muren kijken. De illusie van het vergezicht met de horizon als denkbeeldige lijn was de aanleiding voor de tentoonstelling ‘Horizon’ in 2016 bij Roberto Polo Galerij te Brussel en de publicatie van een gelijknamig boek.

### Projecten
Bert Danckaert lag aan de basis van diverse internationale uitwisselings- en samenwerkingsprojecten in het kader van fotografie, kunstonderwijs en kunstonderzoek, waaronder een uitwisselingsprogramma tussen Chinese studenten en Belgische studenten in 2012 en 2016, het symposium "Is this Place Great or What!" over het verval van de consumptiemaatschappij in 2014, een internationaal symposium "The Problem of Form" over kunstfilosofie en -fotografie in 2016 en een samenwerkingsprogramma "Things that count" tussen Belgische en Vietnamese jonge fotografen in 2021.

#### Museum to Scale
Hij werd in 2013 door de Galerij Ronny Van de Velde gevraagd om een bijdrage te leveren aan het project "Museum to scale/ Museum op Schaal 1/7". Elke deelnemer aan het project werkte een museumruimte op schaal 1/7 uit, de verschillende miniatuurmusea vormden samen het Museum to Scale dat tentoongesteld werd in het Koninklijke Museum voor Schone Kunsten van België in Brussel, het Baker Museum in Naples, de Fondazione Ghisla te Locarno en de Kunsthal te Rotterdam. De 106 vitrines van het project kregen een permanente bestemming in de Stadscampus van de Universiteit Antwerpen. Voor dit project werkte Bert Danckaert samen met beeldhouwer John Van Oers die een foto van Bert Danckaert gemaakt in Guangzhou in een driedimensionale reconstructie van nabouwde.

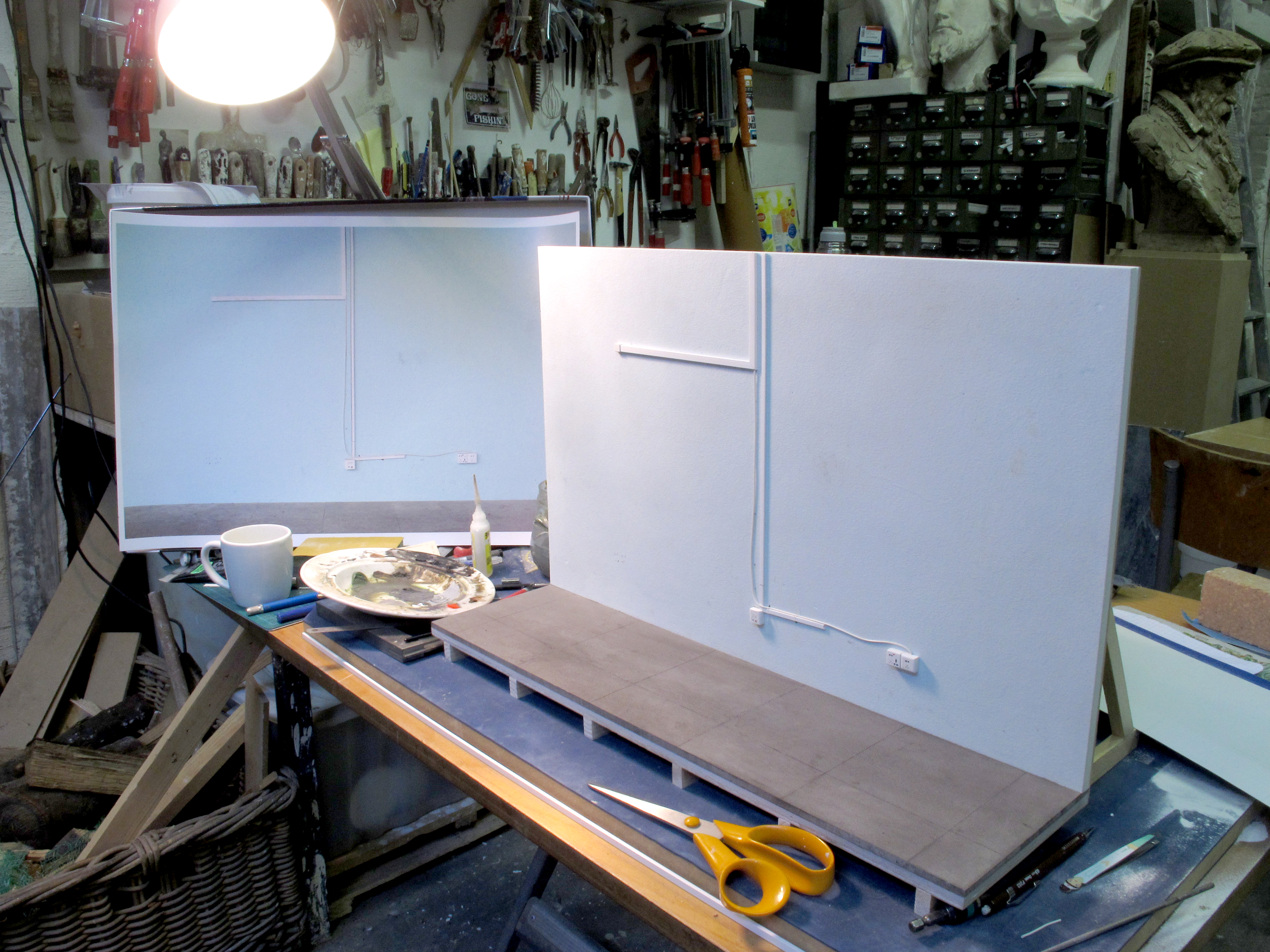
3D reconstructie door John Van Oers (Museum to Scale, 2013) van de foto Simple Present #591 (Guangzhou), 2011

#### Quizás, Quizás
Voor de tentoonstelling "Quizás, Quizás" in Rossicontemporary te Brussel (december 2020 tot februari 2021) werkte Danckaert opnieuw samen met John Van Oers. De tentoonstelling was het resultaat van een gezamenlijke reis naar Havana in 2019.

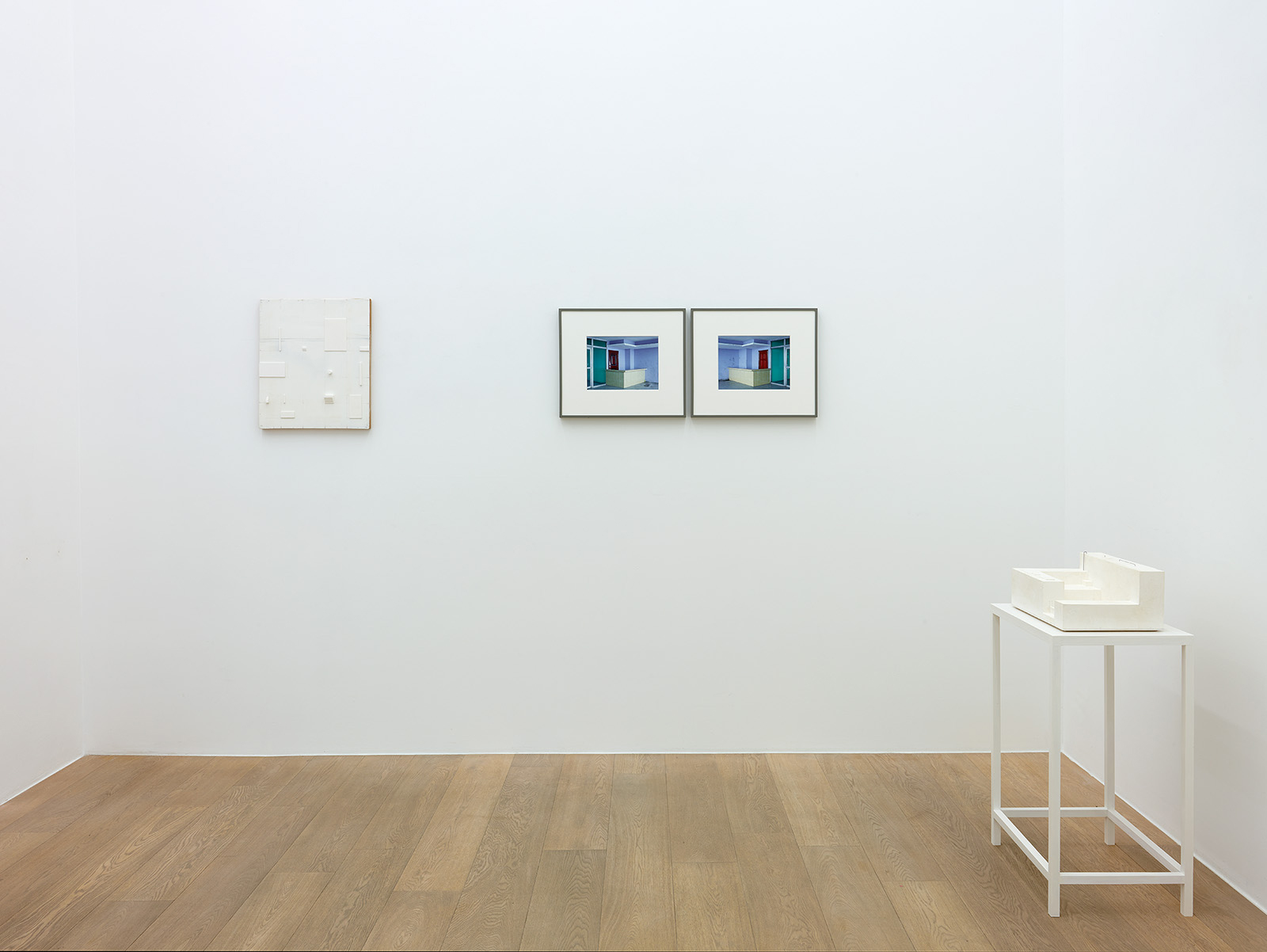
Quizas, Quizas, Rossicontemporary, 2020, Bert Danckaert & John Van Oers

#### Time Labs – Cuba Photography Missions
In 2019 was Bert Danckaert initiatiefnemer "Time Labs – Cuba Photography Missions", een samenwerking tussen de Koninklijke Academie van Antwerpen en de Universidad de las Artes in Havana. Vier Cubaanse en vier Europese fotografen werkten elk een fotografisch project uit wat leidde tot de tentoonstelling "Where are you from?" in CC Mechelen in 2022 en het Museo Nacional de Bellas Artes in Havana in 2023. Ter gelegenheid van dit project verscheen het boek 'Cuba Photography Missions - Where are you from?' met een tekst van de Amerikaanse curator Alison Nordström.

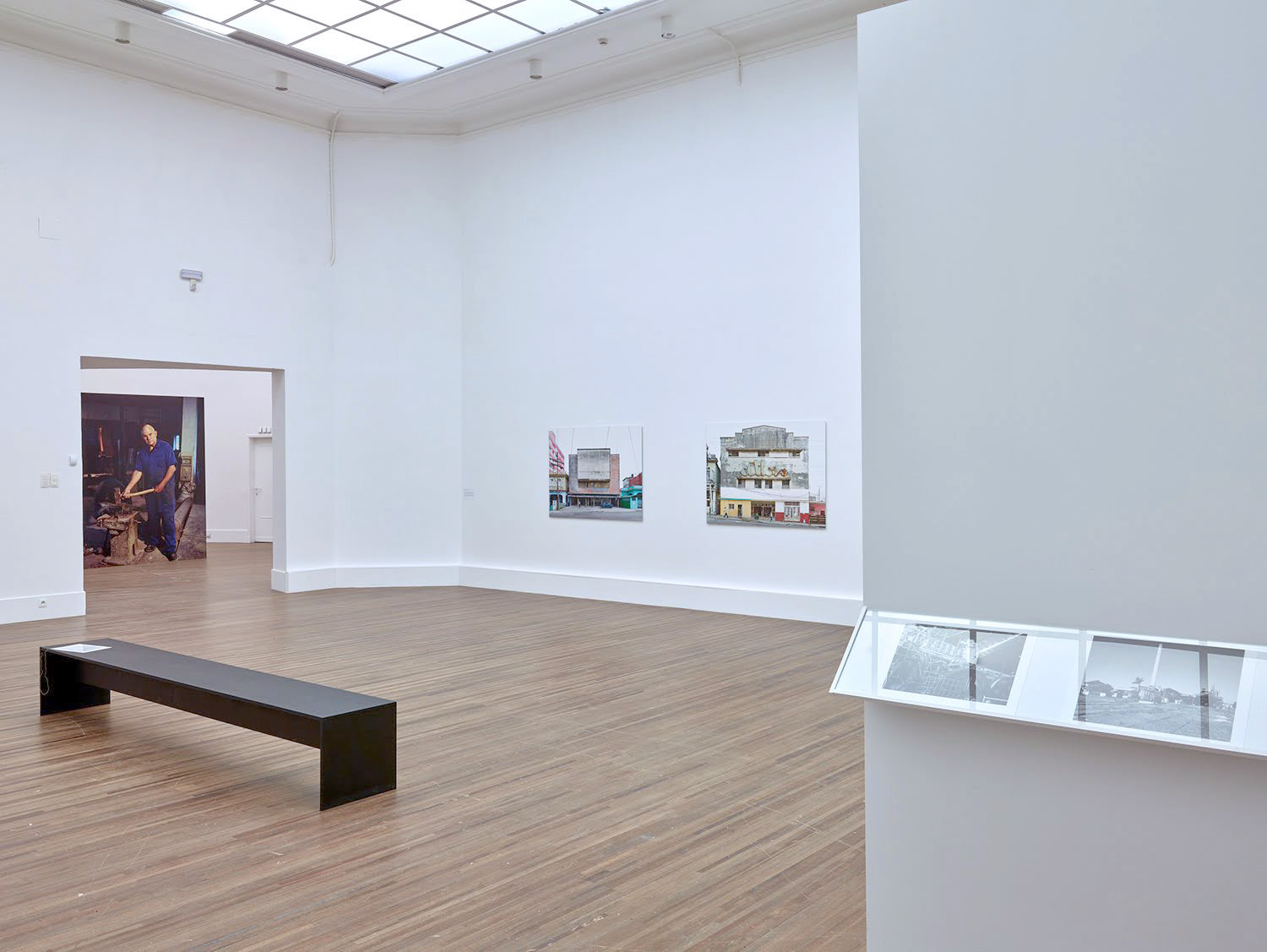
‘Where Are You From?’, CC Mechelen, 2022

#### Onderzoeksproject 'Laboratory, de nalatenschap van Lynne Cohen'
Samen met zijn partner Karin Hanssen werkte hij in de periode 2018-2019 in het kader van een gemeenschappelijk project van de Koninklijke Academie voor Schone Kunsten en het FOMU van Antwerpen aan een onderzoeksprogramma "Laboratory, de nalatenschap van Lynne Cohen (1944-2014)". Dit onderzoeksproject, ondersteund door Andrew Lugg, de weduwnaar van Lynne Cohen, bestond uit het initiatief voor een grondige inventarisatie en documentatie van het totale oeuvre en de nalatenschap van Cohen. Het eindresultaat van het onderzoek was een retrospectieve tentoonstelling "Depth on the Surface" in het FOMU in Antwerpen in 2020 waarin naast een overzicht van haar werk ook aandacht werd besteed aan kunstenaars naar wie Lynne Cohen zelf verwezen had.

## Andere activiteiten
Danckaert schrijft artikelen over fotografie, onder andere tussen 1999 en 2004 voor de cultuurpagina’s van De Tijd en vanaf 2005 tot 2019 voor het tijdschrift H ART. Hij treedt ook op als curator van tentoonstellingen. Hij maakte enkele artistieke films waar weinig actie in zit. Hij is docent fotografie aan de Koninklijke Academie van Antwerpen.

## Techniek
Aanvankelijk werkte Bert Danckaert met een digitale full frame reflexcamera en uitsluitend met een standaardobjectief dat dezelfde beeldhoek heeft als het menselijk oog om zo min mogelijk te interfereren in de registratie. Hij gebruikte geen statief maar zijn benadering was beïnvloed door het trage werken met de analoge technische camera tijdens zijn studieperiode. De afdrukken van de foto’s (Archival Pigment Prints) waren vrij klein en klassiek gepresenteerd in passe-partout als verwijzing naar klassieke documentaire fotografie.
Vanaf 2014 werkt hij met een digitale middenformaat camera op statief. De formaten werden groter (110 x 147 cm) en verwijzen naar schilderkunst, o.m. door het ontbreken een passe-partout en glas in de lijsten. Toch blijft het werk zuiver fotografisch waarbij de constructie van het beeld minimalistisch ontstaat door pure registratie en reductie door het kader.
Danckaert werkt zelden in direct zonlicht. Het diffuse licht van een lichtbewolkte hemel zorgt ervoor dat alle elementen in het beeld evenwaardig uitgelicht worden zonder dat de zon bepaalt wat belangrijk is en wat zich in de schaduw afspeelt. Deze vlakke belichting geeft het gevoel van een schijnbare objectiviteit en draagt bij tot het creatieve proces.

## Privé
Bert Danckaert is de partner van de kunstschilderes Karin Hanssen. Hij is de zoon van acteur Hugo Danckaert en actrice Ria Verschaeren en de broer van acteur Wim Danckaert.

## Musea
- Victoria an Albert Museum, Londen: Simple Present #67, #298, #402, #404[36]
- IKOB, Museum für Zeitgenössische Kunst, Eupen: Horizon #16 (Łódź), 2014[37]
- The New Art Gallery Walsall: Diptych #591 Guangzhou 2011 / #707 Guangzhou 2013
- Art on Campus, collectie universiteit Antwerpen: Museum to Scale[24]
- Museum Boijmans-Van Beuningen, Rotterdam, Simple Present #584 (Hongkong, 2011)
- Musée de la Photographie, Charleroi[38][39]
- FOMU, Fotomuseum, Antwerpen[38][40]
- Photographic Foundation, Plovdiv, Bulgarije[38]

## Galerij

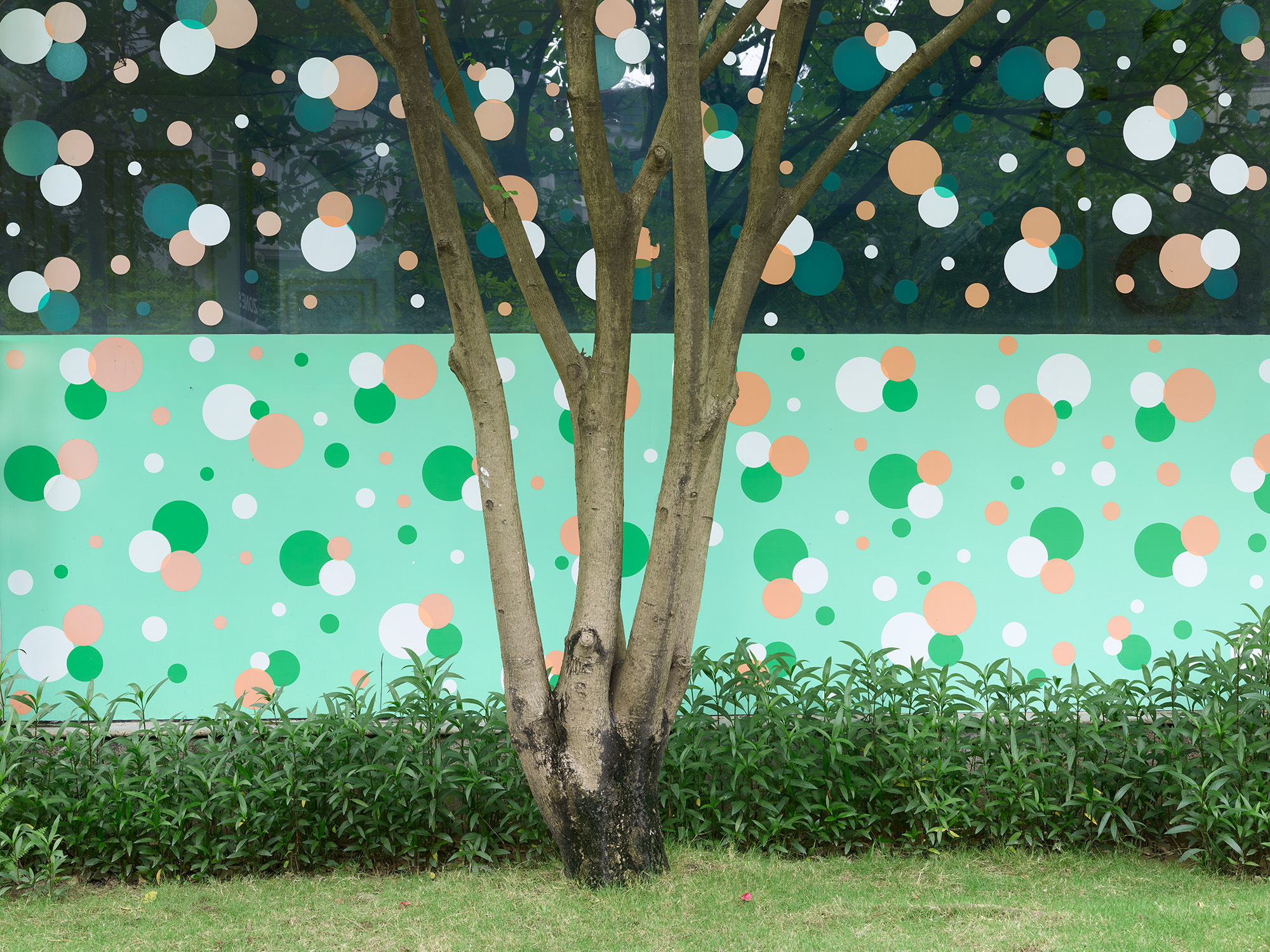
Unfinished Cities  #19 (Hanoi), 2023
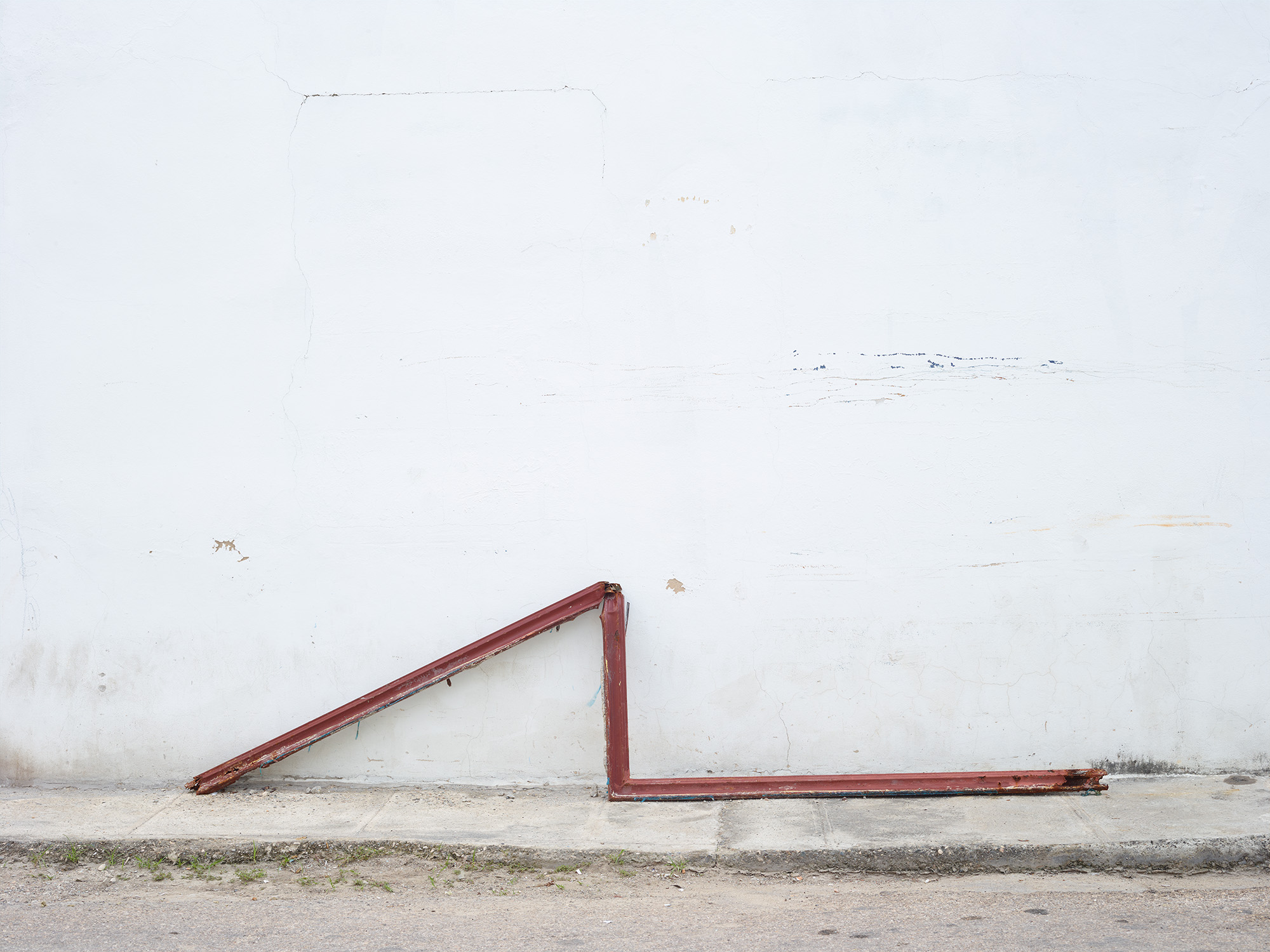
Unfinished Cities #40 (Havana), 2023
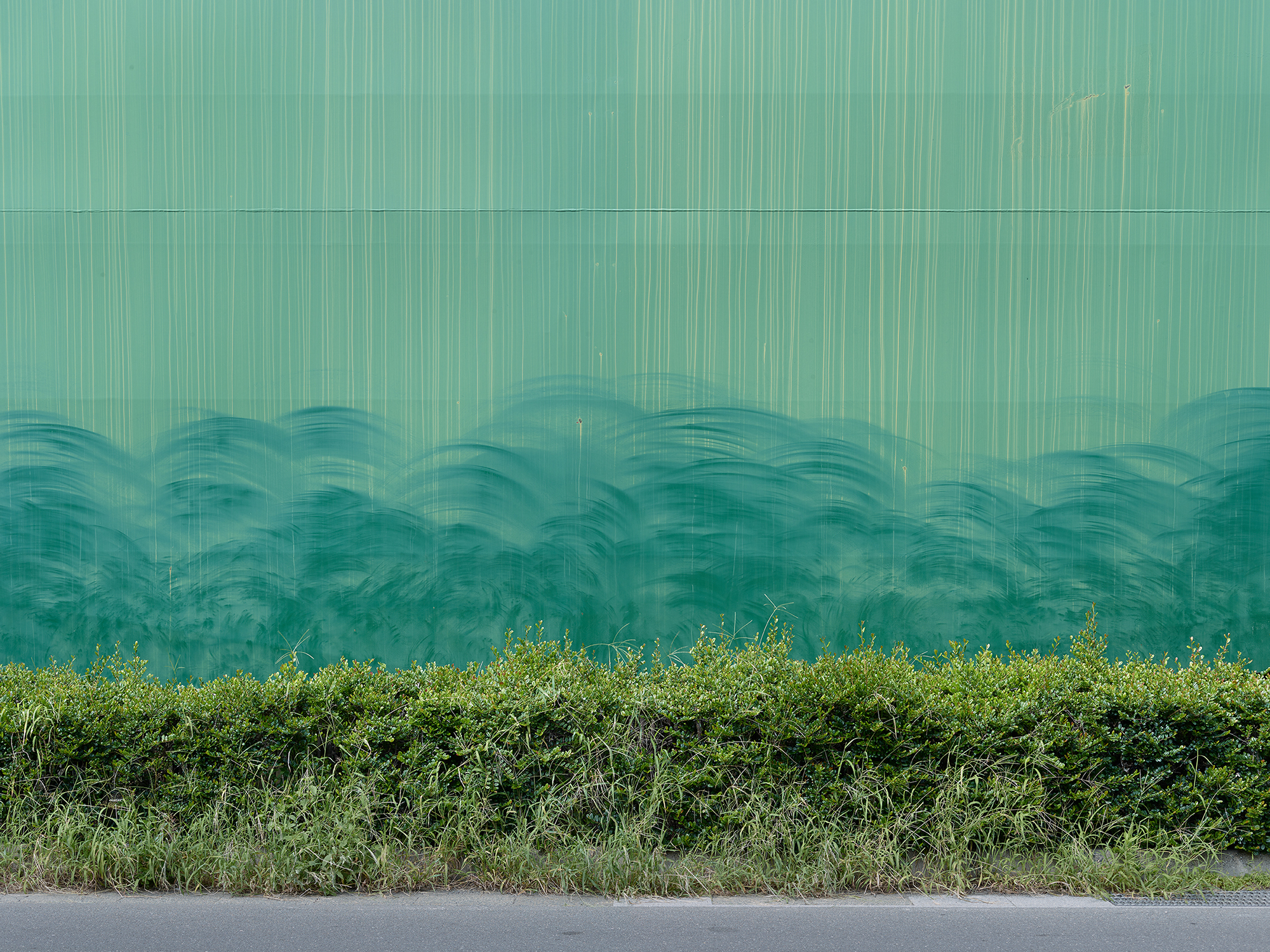
True nature  #143 (Nagasaki), 2019
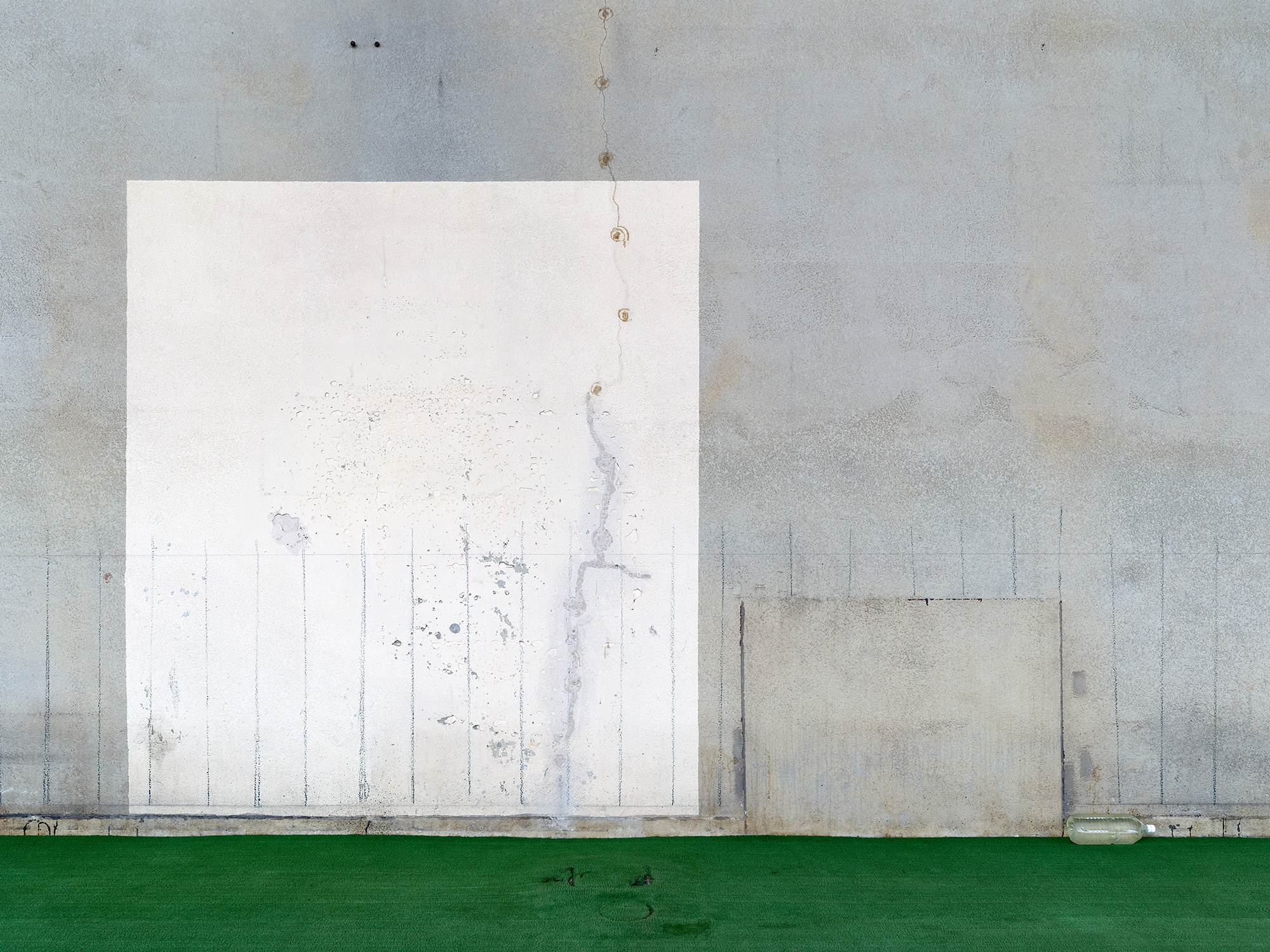
True nature  #154 (Tokyo), 2019
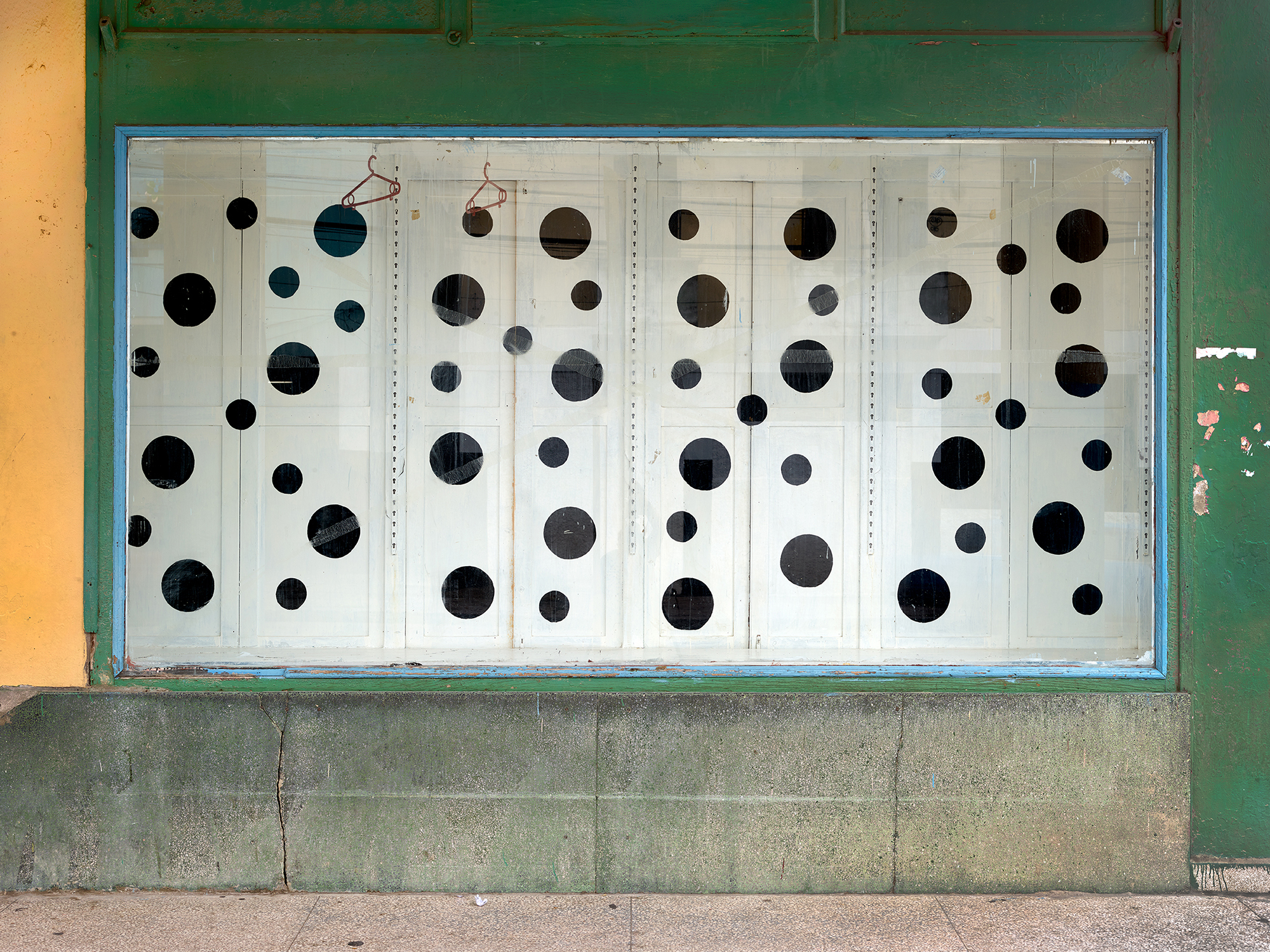
True nature  #160 (Havana), 2020
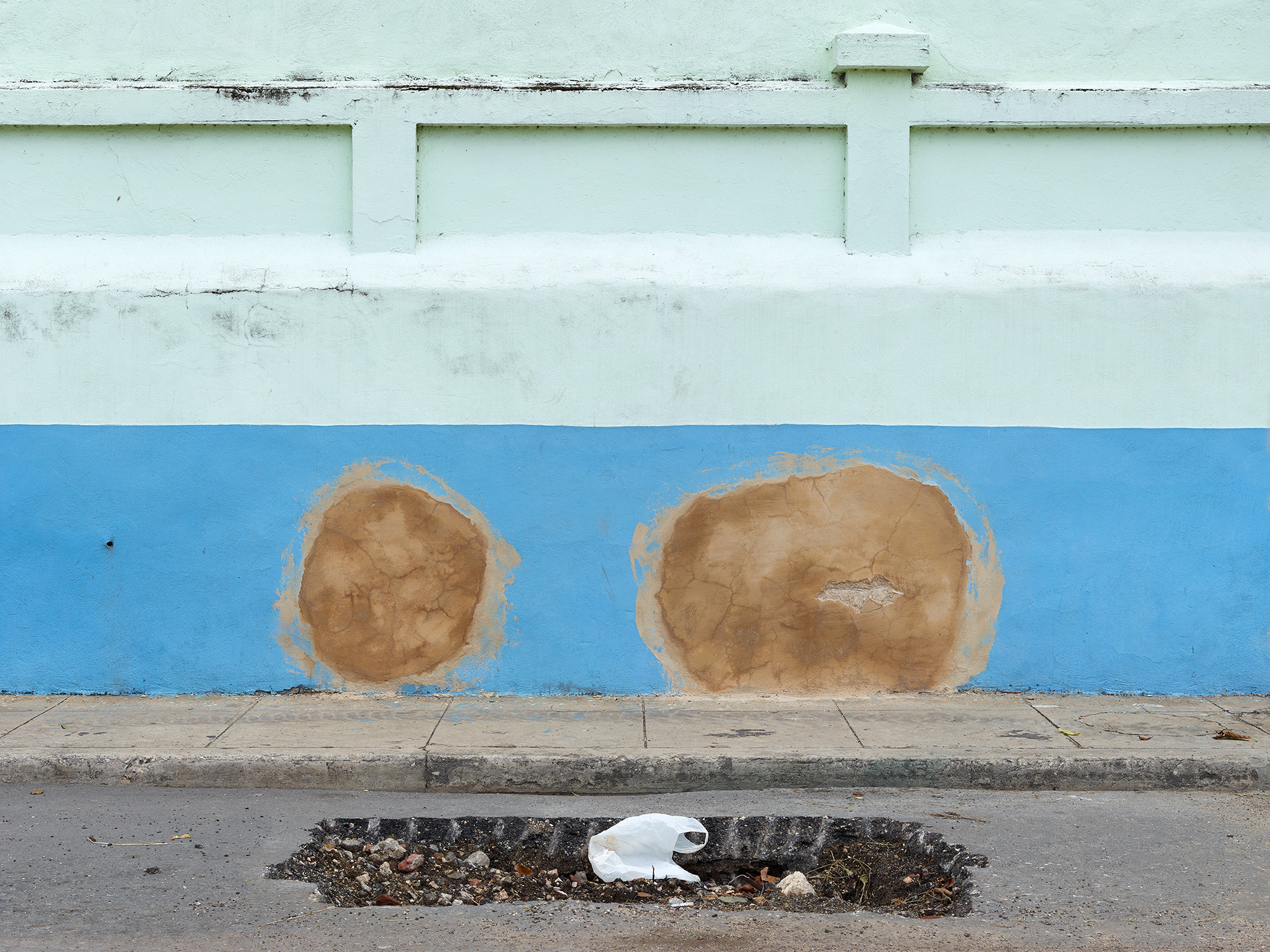
True nature  #071 (Havana), 2017
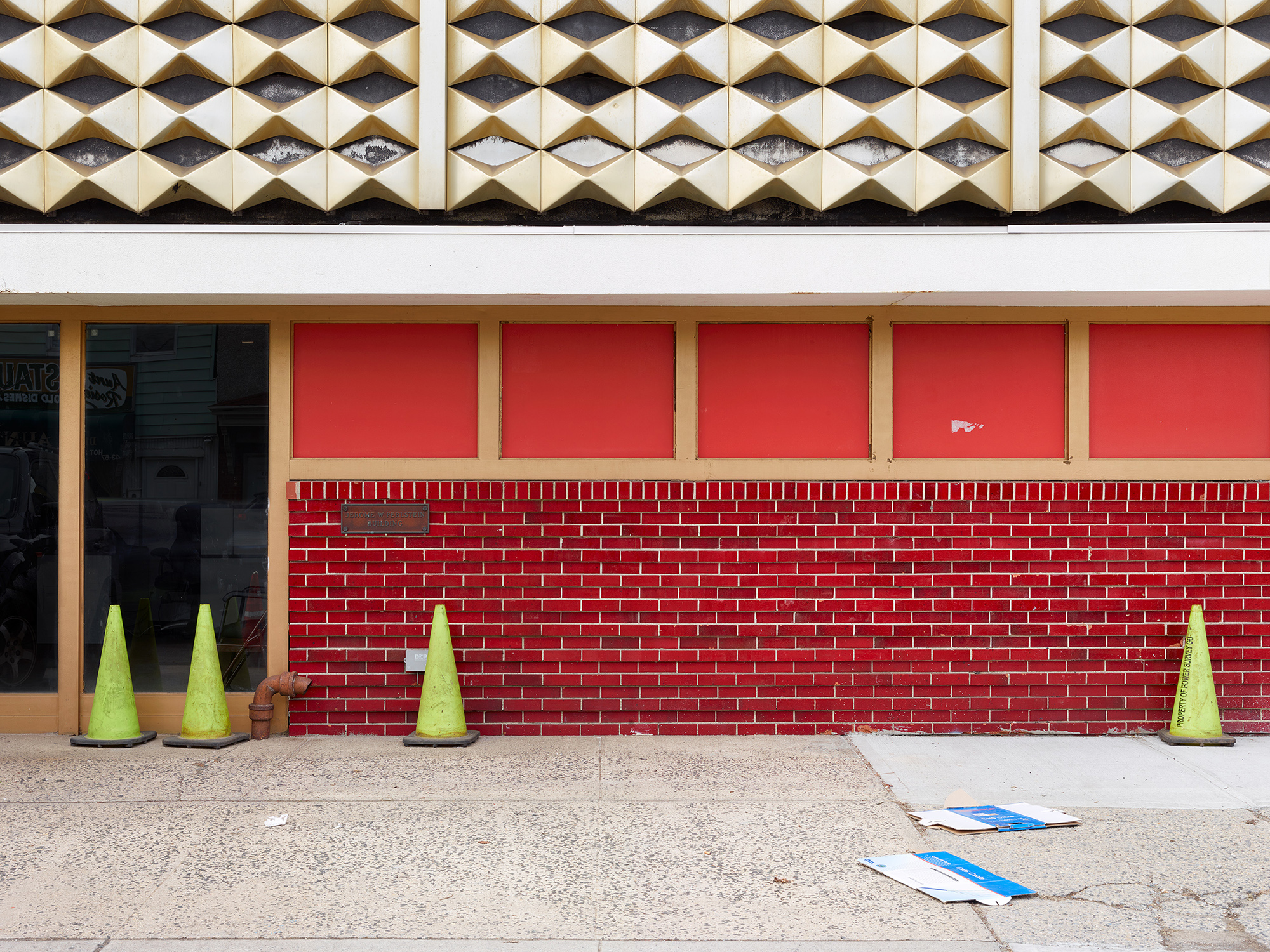
True nature  #020 (New York), 2017
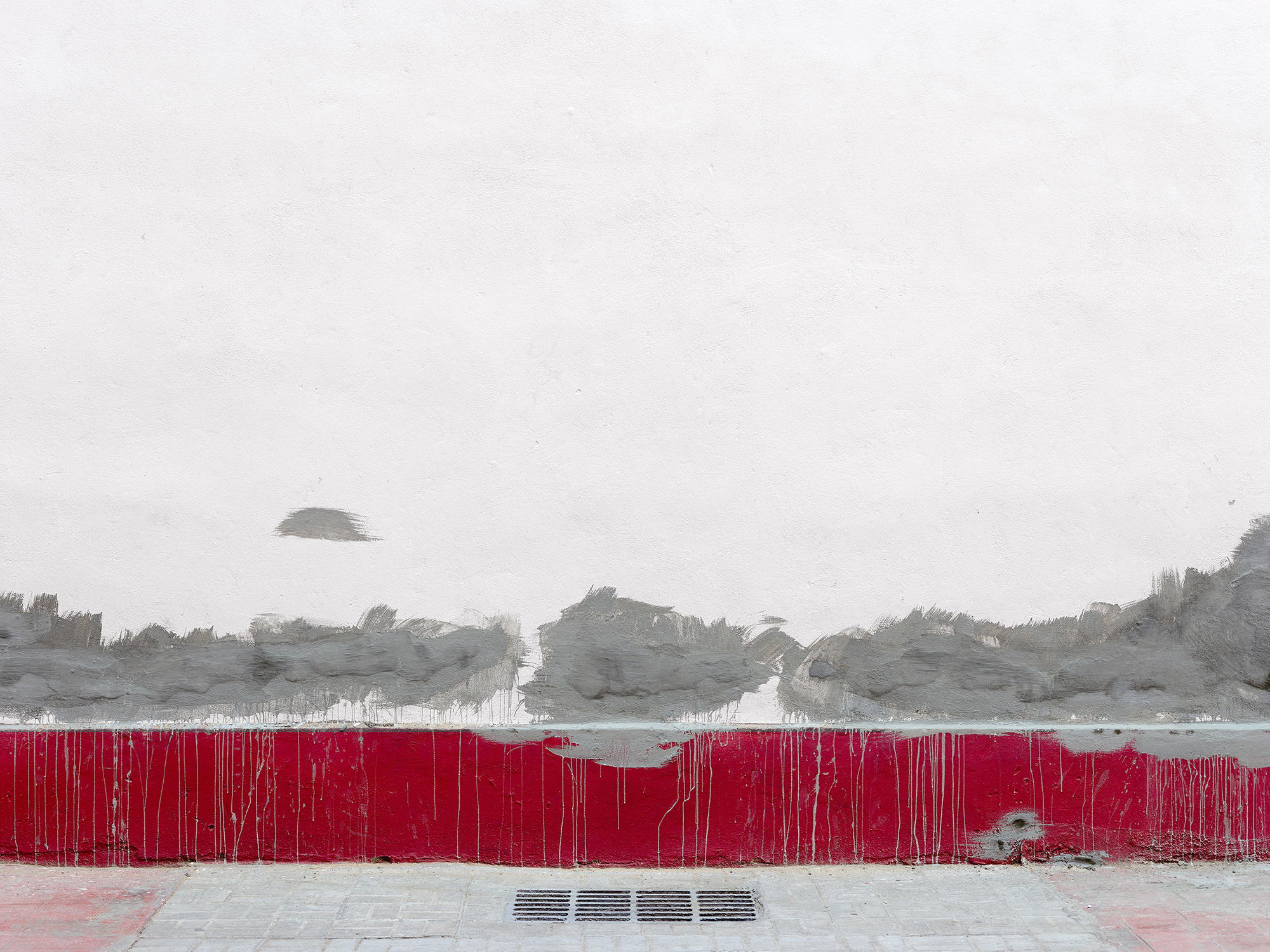
True nature  #063 (Santiago), 2017
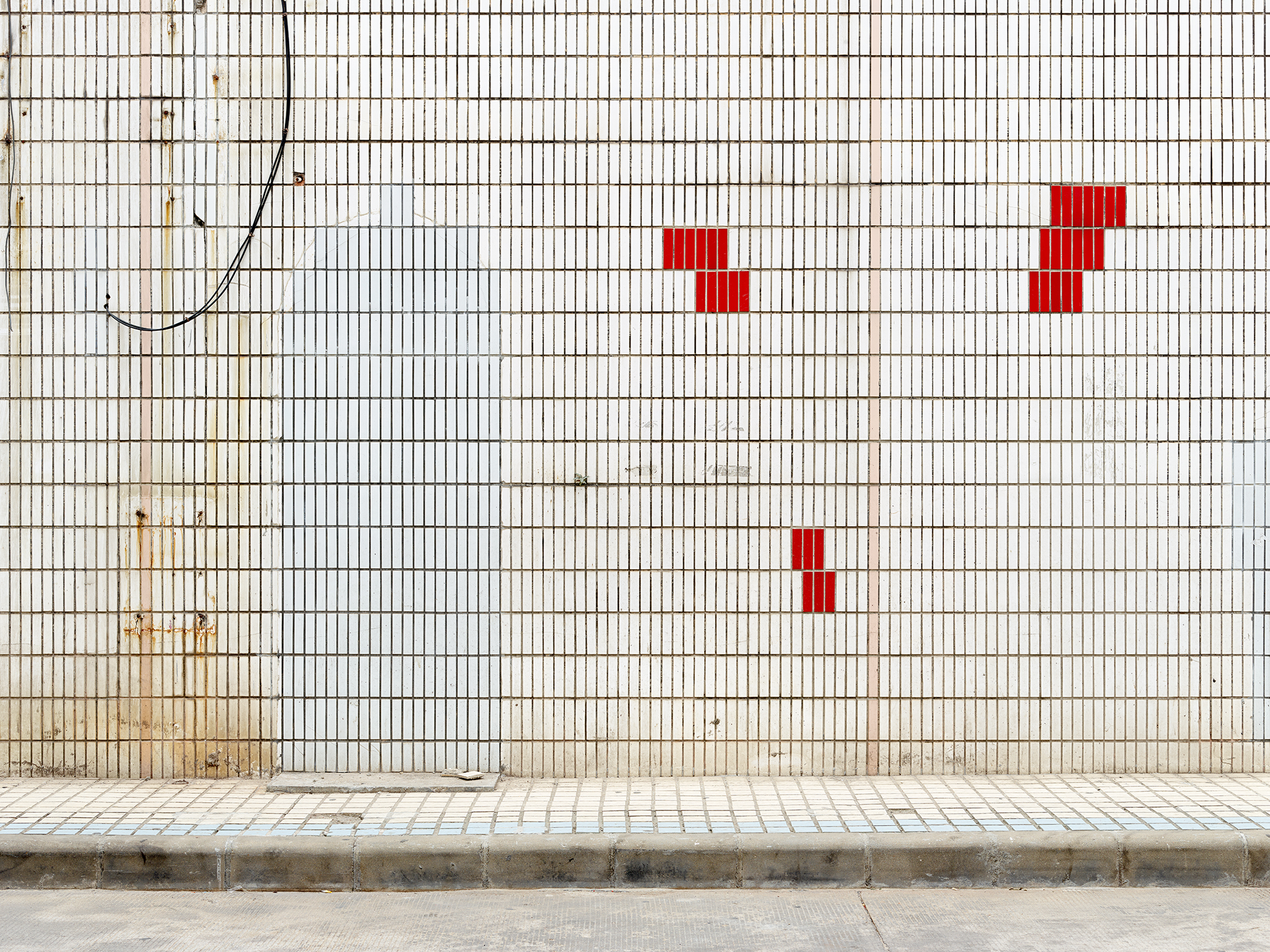
Horizon  #035 (Guangzhou), 2014
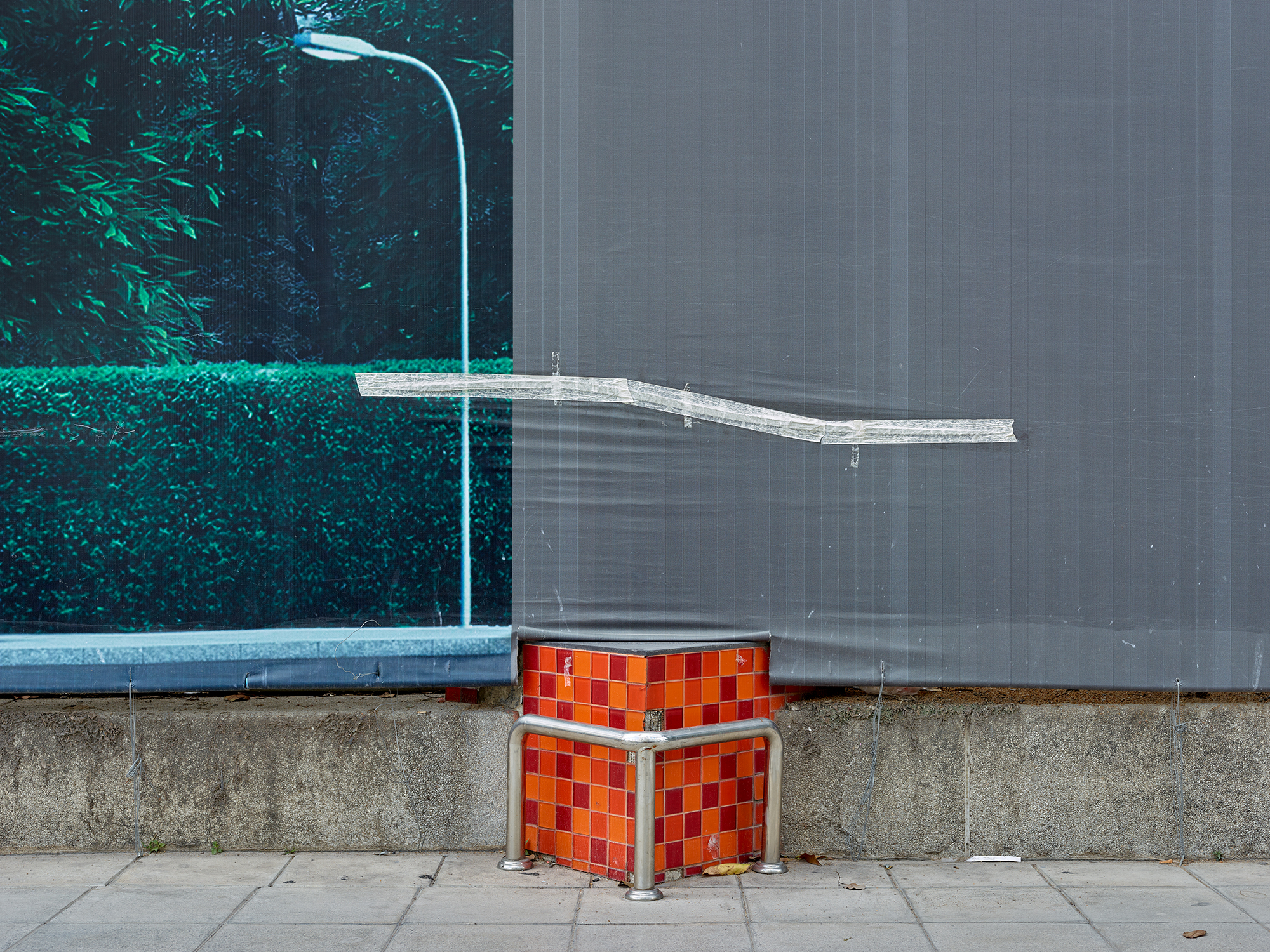
Horizon  #108 (Bangkok), 2015
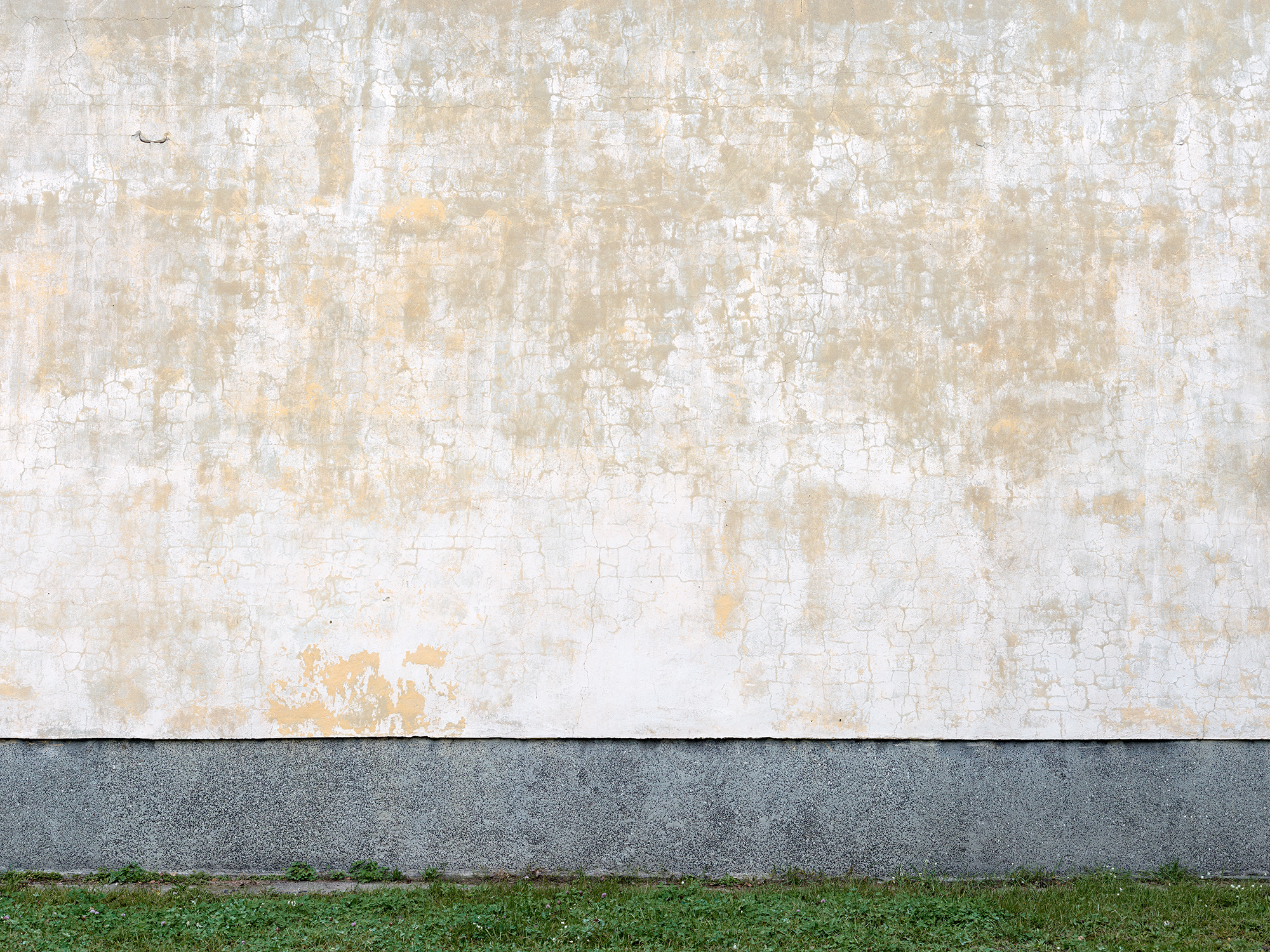
Horizon #017 (Łódź), 2014

## Reeksen
- 2022-heden: Unfinished Cities
- 2017-heden: El jardin de los cerezos
- 2016-2022: True Nature
- 2014-2016: Horizon
- 2007-2013: Simple Present
- 1999-2007: Make Sense!

## Boeken
- 2016: The Extras[41]
- 2016: Horizon[42]
- 2013: De Extra’s[43]
- 2013: Simple Present[44]
- 2009: Cape Town Notes[45]
- 2008: Simple Present Bejing[46]
- 2006: Make Sense! (Piece of Cake)[47]

## Curator
- 2020: "Depth on the Surface", Retrospectieve tentoonstelling Lynne Cohen, FOMU, Antwerpen (met Joachim Naudts)[48]
- 2007: "Speeltijd" (Playtime), Hedendaagse kunst in het Koninklijk Atheneum Berchem met werken van Luc Tuymans, David Claerbout, Rineke Dijkstra, Dirk Braeckman, Karin Hanssen en anderen.[49]
- 2003: "Happiness Land", International Meetings of Photography, Plovdiv, Bulgarije (met Geert Goiris, Karin Hanssen, Peter Boelens en anderen)
- 1993: "The Image of Reality", International Meetings of Photography, Plovdiv, Bulgaria (met Dirk Braeckman, Ria Pacquée, en anderen)

## Tentoonstellingen
Bert Danckaert nam sinds 1992 deel aan tientallen solo- en groepstentoonstellingen in België en in het buitenland.

### Solotentoonstellingen (selectie)
- 2024: 'The State of Things", Plus One Gallery (New South), Antwerpen
- 2024: "Teatros, Cuba Imaginaria", Fabrica de arte cubano, Havana, Cuba
- 2023: "Photo Hanoi '23, 'Teatros", Matca, Hanoi, Vietnam
- 2023: "Teatros" Edition Populaire, Antwerp-Borgerhout
- 2023: "Unfinished Cities", Rossicontemporary, Brussel

- 2023: "Teatros", Gallery Laroche/Joncas, Montreal, Canada
- 2022: "Unseen" (Art Fair), Amsterdam,
- 2020: "Quizas, Quizas", (duo exhibition Bert Danckaert + John Van Oers), Rossi Contemporary, Brussel

### Groepstentoonstellingen (selectie)
- 2025: Kunst in Puurs, curator Wilfried Cooreman
- 2024: "Eat the Rainbow", IKOB, Museum for Contemporary Art, Eupen
- 2024: "When You Google My Name", Laroche/Joncas Gallery, Montreal, Canada
- 2023: "Where Are You From?", Museo Nacional de Bellas Artes, Havana, Cuba
- 2023: "Sint Denijs City", Sint Denijs (Zwevegem)
- 2023: "Photo Hanoi '23", bienniale, in "Hanoi - A City in Photography", Art center Hang Buom, curator The Son Nguyen, Hanoi
- 2022: "Where Are You From", Cuba
- 2022 "Photography Missions", CC Mechelen
- 2021: "Brugge Fotofestival", De Tank, Brugge
- 2021: "Constructed Images / Images Construites", Le Shed, Galerie Laroche/Joncas Gabarus, Nova Scotia, Canada,
- 2021: "Color & Co", met Bert Danckaert, Ane Vester, Marie Rosen Rossi Contemporary, Brussel
- 2021: "U bent hier / Vous êtes ici / Sie sind hier / You are here", Morbee Gallery, Knokke
- 2019: "Photo Brussels Festival", Hangar, Brussel